# 大佛普拉斯
《大佛普拉斯》（英語：The Great Buddha+）是一部2017年的台灣社會寫實電影，由鍾孟宏、葉如芬監製，黃信堯自編自導，並由莊益增、陳竹昇、戴立忍、陳以文、納豆、張少懷、丁國琳與雷婕熙主演。本片是由2014年黃信堯入圍金馬獎最佳短片的作品《大佛》發展而來，片名中的「普拉斯」為英文「加號」（plus）的音譯，代表升級版或者進階版的意思。2017年10月13日播映。
本片獲選為2017年台北電影節開幕片，也榮獲電影節的百萬首獎及劇情長片獎。本片於2017年榮獲加拿大多倫多國際影展「亞洲影評人聯盟獎」（NETPAC AWARD），也獲邀參加溫哥華影展，韓國釜山影展及日本東京影展，2018年3月入選紐約新導演新電影影展，同樣也在2018年3月印度新德里舉行的第2屆Habitat國際電影節，觀眾的迴響也很熱烈，在各地的影展期間佳評如潮，掌聲不斷。2018年4月在香港，又奪得37屆香港電影金像獎最佳兩岸華語片。
本片入選的第47屆紐約「新導演/新電影影展」，是繼1998年林正盛執導《美麗在唱歌》後，另一台灣導演作品獲選。

## 劇情
中年男子菜脯基於奉養生病老母的壓力，四處打工，白日兼任葬儀樂隊樂手，夜裡在一間佛像工廠「葛洛伯文創藝術中心」擔任警衛。菜脯的好友肚財是個處境淒慘的拾荒者，有玩夹娃娃机的爱好。菜脯晚上看守工厂时，肚财会来葛洛伯警衛室裡找菜脯一起看电视，吃超商丟棄的過期冷凍食品解闷。
一次，警衛室的電視坏了，肚财便提议从董事長的旧车上把行車紀錄器偷出来，看里面录下的董事長的私密影片作为替代。果然，行車紀錄器的影片里藏着被无意中录下的董事長和情人们寻欢作乐的经历，两人看得津津有味。工廠的董事長名叫黃啟文，英俊又多金，是知名藝術家、慈善家，但其實他與許多官員賄賂勾結，以獲得標案，而且他雖有家室仍夜夜尋歡，所以常常整晚不在工廠。
然而有一天，黃啟文半夜早早地回到了工厂，把菜脯和肚财吓了一跳。第二天早上，佛像制作工人们惊讶地发现，昨天还没有焊上头部封口的一尊制作中的佛像，头部被人焊上了。这时黃啟文走出来告诉工人们，他嫌工人们太拖拉，所以亲自干了一晚上把佛像焊好完工。这尊佛像原来是「大佛山」订制用来办「护国大会」宗教活动的，「大佛山」的宗教人士在验收这尊提前完工的佛像时表示对头部的做工不满意，要求把头部切下来重新加工。黃啟文表现得非常不愿意，但是只得答应。工厂于是紧张地对佛像开始重新加工。
几日后，肚财像往常一样到处拾垃圾。他在一间废弃空屋意外撞见了葛洛伯工厂里负责加工佛像内部的那名工人。那工人似乎想自杀，但艰难维生的肚财没有余力帮助他。当晚，肚财仍然去工厂警卫室找菜脯。菜脯警告他今晚情况不同，董事長喝醉了就在工厂里休息。已经把旧车的行車紀錄器影像几乎看了个遍的肚财一时兴起，便怂恿菜脯把董事長现在所驾驶的新车的行車紀錄器影像也偷出来看。看着看着，二人惊恐地发现里面竟然录下了董事長黃啟文的一个旧情人想用男女关系要胁他，结果被他在工场制作中的大佛像前杀害的过程。两人念及黃啟文在政界的深厚背景，并菜脯失业的可能性，放弃了报警。惶惶不可终日的菜脯和肚财想求神拜佛以求平安，结果只是被耍得团团转。
黃啟文的旧情人失踪多日，警察试图调查黃啟文，果然被他的政界关系阻挡，无果而终。一天晚上，黃啟文突然找到警衛室里的菜脯，表示已经知道菜脯和肚财偷看行車紀錄器的事，并威胁菜脯不要闹事。几天后，肚財被人发现他拾垃圾途中翻车死在路边的沟里，警察认定是酒駕車禍而死。但菜脯知道肚財從不喝酒，他很害怕，想以防不测把自己的母亲托付给亲戚，但亲戚根本靠不住。最后没想到，是董事長黃啟文出钱让菜脯久病的母亲住进了高级医院，菜脯没有办法，只得选择了沉默和接受。菜脯仍然兼任葬儀樂隊樂手，这一次是给自己的好友肚财送葬。菜脯去了一趟肚财生前的住所，看到房间里大堆的娃娃，才发现自己对这个旧友的了解其实一直很少。
大佛像顺利完工，「护国大会」如期举行。谁知在「护国大会」上，大佛内却传来一阵阵的怪响。

## 艺术设计
全片透過「黑白」與「彩色」兩種手法來描述不同身分的人，有著完全不同的處境和命運，劇情中大多數時間以黑白畫面方式呈現，以「人生是黑白的」方式表達處在社會底層者的各種無奈，並使用行車紀錄器的「彩色」畫面來詮釋有錢有勢的人，過著「多采多姿」糜爛生活。

## 演員

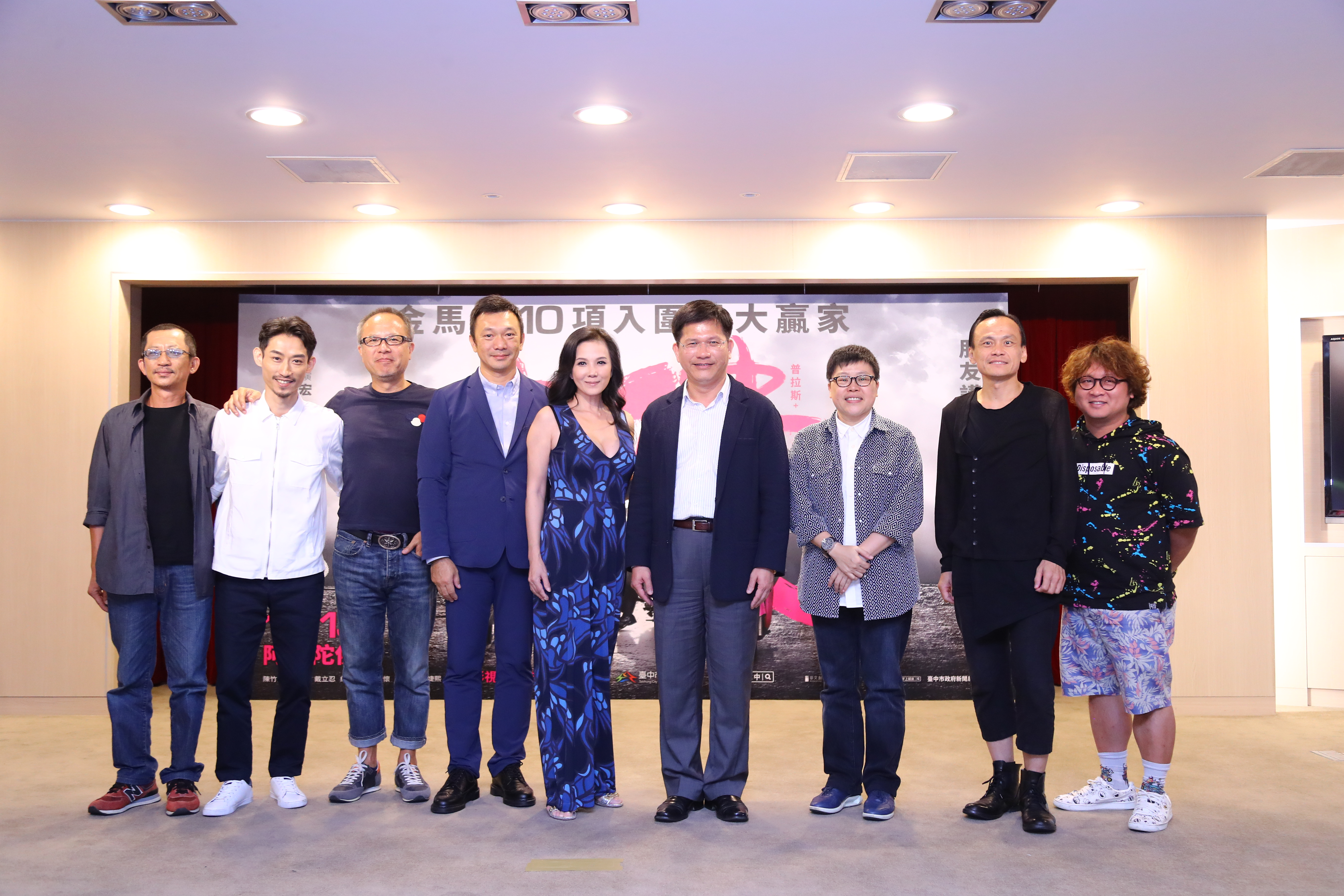
林佳龍與演員導演合照。左起為：演員莊益增、陳竹昇、監製鍾孟宏、導演黃信堯、演員丁國琳、市長林佳龍、製片葉如芬、演員陳以文、納豆

| 演員     | 角色           |
| -------- | -------------- |
| 陳竹昇   | 肚財 tōo-tsâi  |
| 莊益增   | 菜脯 tshài-póo |
| 戴立忍   | 黃啟文 (Kevin) |
| 納豆     | 土豆 thôo-tāu  |
| 張少懷   | 釋迦 sik-khia  |
| 陳以文   | 高委員         |
| 丁國琳   | 葉芬如         |
| 雷婕熙   | Gucci          |
| 林美秀   | 師姐           |
| 鄭宇彤   | 瓦樂蒂         |
| 李永豐   | 劉三成         |
| 游安順   | 李組長         |
| 梁赫群   | 警分局長       |
| 豬頭皮   | 駐唱歌手       |
| 小亮哥   | 皇帝豆         |
| 脫線     | 菜脯的小叔父   |
| 魯文學   | 陳秘書長       |
| 如因法師 | 天九上人       |

## 電影配樂
- 專輯名稱：大佛普拉斯的電影配樂
- 表演者：林生祥
- 作詞者：王昭華
- 作曲者：林生祥

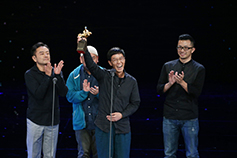
《大佛普拉斯》獲第54屆金馬獎「原創音樂」和「歌曲」雙料獎

- 編曲者：林生祥、早川徹、大竹研、樹葉（廖柏鈞）

## 拍攝地點

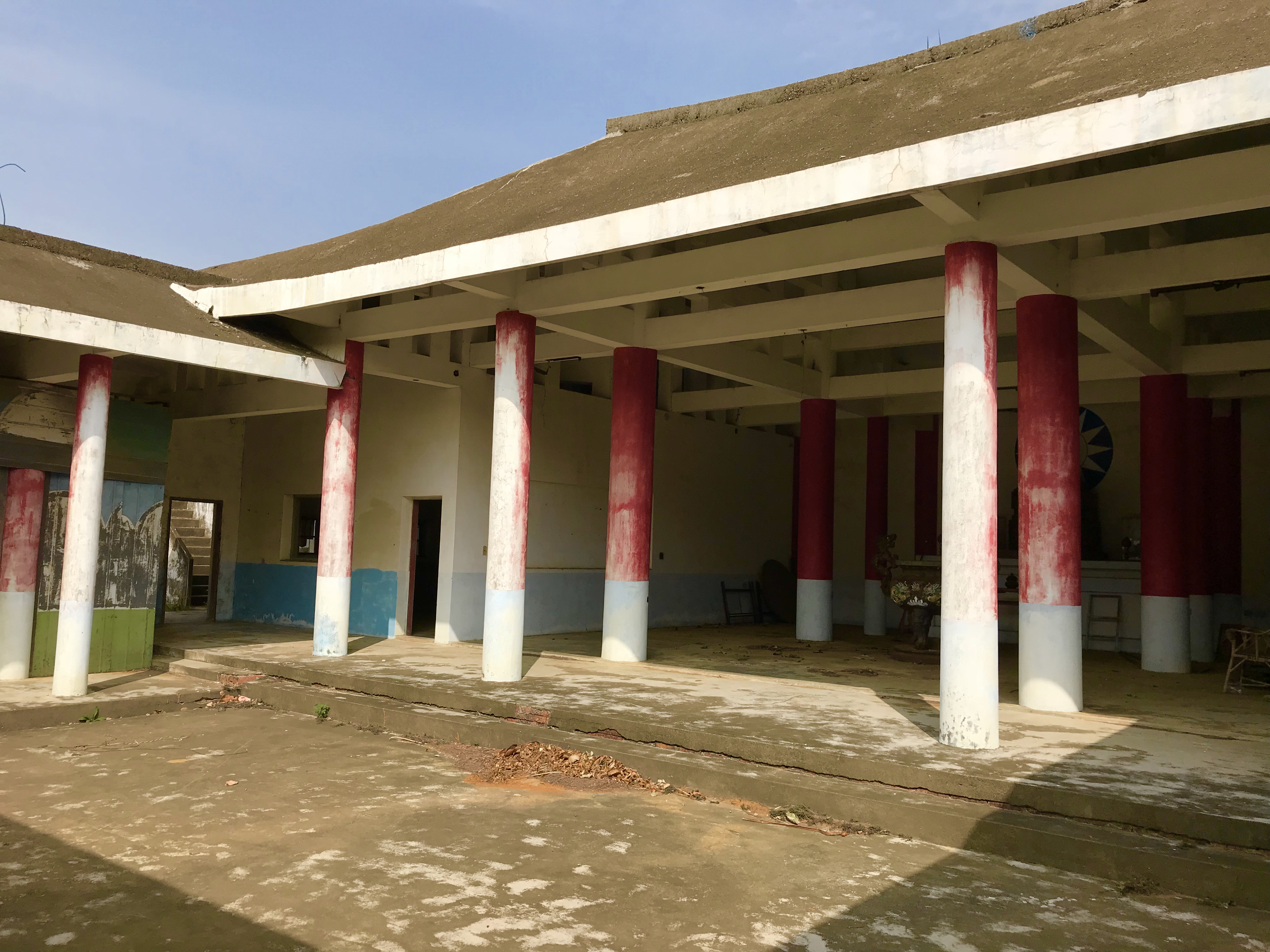
電影場景之一的媽靈宮中正紀念堂。

該片於臺中市多處拍攝，埸景包括月眉糖廠、泰安車站、童綜合醫院、臺中市政府警察局大甲分局、大安海水浴場、南屯區、西屯區、外埔區及后里區等。臺中市政府也給予該片新台幣300萬輔導金及拍攝支援。
此外，在高雄市大寮區吳進生佛教藝術館、高雄市鳳山體育館、臺南市七股區（台南七股衛生所、台南七股魚塭）與雲林縣口湖鄉亦有取景。

## 獲獎與提名

### 第54屆金馬獎
| 年份 | 獲提名                                      | 獎項             | 結果 |
| ---- | ------------------------------------------- | ---------------- | ---- |
| 2017 | 《大佛普拉斯》                              | 最佳劇情片       | 提名 |
| 2017 | 黃信堯                                      | 最佳新導演       | 獲獎 |
| 2017 | 戴立忍                                      | 最佳男配角       | 提名 |
| 2017 | 黃信堯                                      | 最佳改編劇本     | 獲獎 |
| 2017 | 中島長雄                                    | 最佳攝影         | 獲獎 |
| 2017 | 趙思豪                                      | 最佳美術設計     | 提名 |
| 2017 | 林生祥                                      | 最佳原創電影音樂 | 獲獎 |
| 2017 | 有無 （詞：王昭華、曲：林生祥、唱：林生祥） | 最佳原創電影歌曲 | 獲獎 |
| 2017 | 賴秀雄                                      | 最佳剪輯         | 提名 |
| 2017 | 杜篤之、吳書瑤                              | 最佳音效         | 提名 |

### 第19屆台北電影節
| 年份 | 獲提名         | 獎項           | 結果 |
| ---- | -------------- | -------------- | ---- |
| 2017 | 《大佛普拉斯》 | 百萬首獎       | 獲獎 |
| 2017 | 《大佛普拉斯》 | 最佳劇情長片獎 | 獲獎 |
| 2017 | 趙思豪         | 美術設計獎     | 獲獎 |
| 2017 | 林生祥         | 最佳配樂獎     | 獲獎 |
| 2017 | 賴秀雄         | 最佳剪輯獎     | 獲獎 |

### 第十二屆亞洲電影大獎
| 年份 | 獲提名         | 獎項             | 結果 |
| ---- | -------------- | ---------------- | ---- |
| 2018 | 黃信堯         | 最佳新導演       | 提名 |
| 2018 | 中島長雄       | 最佳攝影         | 提名 |
| 2018 | 杜篤之、吳書瑤 | 最佳音響         | 獲獎 |
| 2018 | 林生祥         | 最佳原創音樂音樂 | 提名 |

### 第37屆香港電影金像獎
| 年份 | 獲提名         | 獎項             | 結果 |
| ---- | -------------- | ---------------- | ---- |
| 2018 | 《大佛普拉斯》 | 最佳兩岸華語電影 | 獲獎 |

### 第29屆金曲獎
| 年份 | 獲提名          | 獎項             | 結果 |
| ---- | --------------- | ---------------- | ---- |
| 2018 | 有無 （林生祥） | 年度歌曲獎       | 提名 |
| 2018 | 有無 （王昭華） | 最佳作詞人獎     | 提名 |
| 2018 | 有無 （林生祥） | 最佳單曲製作人獎 | 獲獎 |

## 相關作品
- 劉振祥、黃信堯，《大佛．有抑無：劉振祥的「大佛普拉斯」影像紀錄 With or without great Budda》（台北：時報文化出版企業股份有限公司，2017）

## 外部連結
- 互联网电影数据库（IMDb）上《大佛普拉斯》的资料（英文）
- 爛番茄上《大佛普拉斯》的資料（英文）
- AllMovie上《大佛普拉斯》的资料（英文）
- 開眼電影網上《大佛普拉斯》的資料（繁體中文）
- 台灣電影網上《大佛普拉斯》的資料（繁體中文）
- Yahoo奇摩電影上《大佛普拉斯》的資料（繁體中文）
- 雅虎香港電影上《大佛普拉斯》的資料（繁體中文）
- 时光网上《大佛普拉斯》的資料（简体中文）
- 豆瓣电影上《大佛普拉斯》的資料 （简体中文）